# Paragnia
Paragnia is een kevergeslacht uit de familie van de boktorren (Cerambycidae). De wetenschappelijke naam van het geslacht werd voor het eerst geldig gepubliceerd in 1893 door Gahan.

## Soorten
Paragnia is monotypisch en omvat slechts de volgende soort:
- Paragnia fulvomaculata Gahan, 1893